# Nexx Helmets
Nexx Helmets ist der Markenname des portugiesischen Unternehmens Nexxpro, einem Hersteller von Helmen für Motorräder aus Amoreira da Gândara. Es ist heute einer der wenigen Hersteller von Motorradhelmen, die ihre Produkte noch vollständig in Europa herstellen.
Nexx produziert alle Arten von Helmen (Voll-, Jet- und Modularhelme). Alle Nexx-Helme werden im Werk in Portugal am Firmensitz in Amoreira da Gândara entwickelt und hergestellt; der Verkauf und der Vertrieb erfolgt weltweit in über 60 Ländern (Stand 2019). Video-Anleitungen für jedes Modell finden sich vor allem auf YouTube.

## Geschichte
Das Unternehmen wurde 2001 von Helder Loureiro in Amoreira da Gândara, einer Gemeinde des Kreises Anadia gegründet.
Nexx war das erste Unternehmen, das in Portugal Helme aus Verbund-Fasern herstellte. Bekannt wurde das Unternehmen für seine Helme für den Motorsport, später zudem auch für einen Jeans-überzogenen Helm und Helme in Kooperation mit Luxusmarken wie Hugo Boss und Swarovski.
2011 erfolgte die Zertifizierung nach ISO 9001 durch TÜV Rheinland.
2018 sorgte ein großer Brand in einem Produktionsteil, in dem die chemischen Produktionsstoffe gelagert waren, für überregionale Berichterstattung. Dabei kamen 59 Feuerwehrmänner in 20 Einsatzfahrzeugen aus den umliegenden Kreisen (Concelhos) zum Einsatz, die den Brand schnell unter Kontrolle bekamen. Es entstand ein Schaden von etwa einer Million Euro. Laut Firmeninhaber Loureiro lag kein Hinweis auf Brandstiftung vor, zudem habe die Versicherung eine schnelle Regulierung zugesagt, so dass die Produktion sehr schnell wieder aufgenommen werden konnte.

## Helmets for India
Das wichtigste Soziale Engagement des Unternehmens ist die Initiative Helmets for India. In Indien wird sehr viel Motorrad gefahren, auf Grund der erst wenig verbreiteten Helmnutzung sterben dabei täglich 192 Menschen bei Motorradunfällen. Das Unternehmen klärt dort über die Wirkung und Nutzung von Motorradhelmen auf und verteilt in einem Förderprogramm Helme an besonders bedürftige Familien.
Der deutsche Sportler Niels-Peter Jensen initiierte die Kampagne unter dem Eindruck persönlicher Erlebnisse in Indien. Er ist einer von fünf weiteren bekannten Künstlern, Designern und Fahrern, die für das Projekt besondere Helme entwerfen. Die anderen sind Dean Stockton (D*Face), Sami Graystone (Physical Graffiti), Carsten Estermann, Shivaji Ghosh (Moto Machao) und Satyaveni (Womeneoteric Customs).